# جرمة (مناخة)

تعديل مصدري - تعديل

جرمة هي إحدى قرى عزلة بني مقاتل بمديرية مناخة التابعة لمحافظة صنعاء، بلغ تعداد سكانها 190 نسمة حسب تعداد اليمن لعام 2004.